# Ordenskanzlei

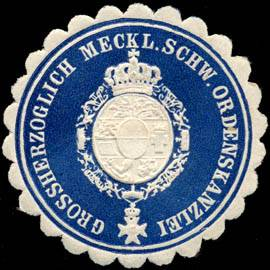
Siegelmarke der Grossherzoglich Mecklenburgisch-Schweriner Ordenskanzlei

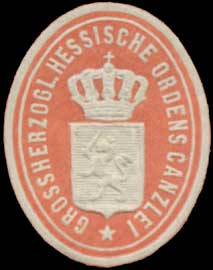
Siegelmarke Grosh. Hessische Ordenskanzlei

Eine Ordenskanzlei ist eine Behörde mit der Aufgabe, die Ordensangelegenheiten zu verwalten. Die historische Bezeichnung für den Behördenleiter ist Ordenskanzler (oft auch in Personalunion Großkanzler). Heute handelt es sich meist um Abteilungen in der Verwaltung des Staatsoberhauptes.

## Aufgaben
Zu den Aufgaben einer Ordenskanzlei gehört
- die Prüfung der vorgeschlagenen Auszuzeichnenden, ob die Voraussetzungen für den betreffenden Orden in der jeweiligen Stufe gegeben sind und ob der Auszuzeichnende die persönlichen Voraussetzungen mitbringt
- Die Beauftragung der Fertigung der Orden
- Die Ausfertigung der Urkunde der Ordensverleihung
- teilweise die Organisation der Übergabezeremonie
- teilweise die Veröffentlichung der Ordensverleihung
- Die Führung der Liste der Ordensinhaber und des Archivs der früheren Ordensverleihungsvorgänge
- Die Rückforderung des Ordens bei Aberkennung, Tod oder Beförderung gemäß den Statuten des Ordens

### Deutsches Kaiserreich
Zwischen 1871 und 1918 gab es in Deutschland keinerlei Reichsorden. Die Verleihung von Orden war Sache der einzelnen Mitgliedsstaaten. Diese hatten jeweils Ordenskanzleien eingerichtet, die typischerweise organisatorisch an das jeweilige Ministerium des königlichen Hauses angebunden waren. Für Preußen bestand die General-Ordens-Kommission in Berlin.

### Weimarer Republik
Gemäß Artikel 109 der Weimarer Reichsverfassung (WRV) vom 11. August 1919 durften Orden und Ehrenzeichen vom Staat nicht mehr verliehen werden. Aufgrund dieses Ordensverbotes bestand im Reichspräsidialamt keine Ordenskanzlei.

### Zeit des Nationalsozialismus
In der Zeit des Nationalsozialismus wurde das Ordensverbot beseitigt und in der Präsidialkanzlei unter Heinrich Doehle eine Ordenskanzlei eingerichtet.

### Bundesrepublik Deutschland
Die heutige Ordenskanzlei ist eine Organisationseinheit im Bundespräsidialamt der Bundesrepublik Deutschland und befindet sich in Berlin. Sie ist zuständig für die Prüfung von Auszeichnungsvorschlägen, insbesondere bei der Verleihung des Bundesverdienstordens in letzter Instanz. Weitere vom Bundespräsidenten gestiftete, genehmigte oder anerkannte Ehrenzeichen im Bereich der Wissenschaften, der Künste, des Sports, des Rettungswesens werden vom Bundespräsidialamt geprüft. Leiterin des zuständigen Referates 14 ist Ministerialrätin Claudia Spoerhase (Stand: 19. März 2022).